# L'Abbé Jules
L'Abbé Jules  (Pastor Jules), är titeln på den franske Octave Mirbeaus roman, vilken utgavs år 1888 på förlaget Charpentier i Paris.

## Innehåll
Berättelsen handlar om en "hysterisk"  präst som enträget gör uppror mot  det katolska  kyrkosamfundet och mot ett kvävande och förtryckande samhälle, en societet som kväver och förtrycker. Han slits ideligen mellan  köttets lustar och himmelens hänryckning.
Mirbeau valde som ramverk en liten by i Perche (Normandie) vilken påminde om Rémalard (även den i Normandie) där han hade levt i sin ungdoms dagar. Var och en som bor där har allas ögon på sig och blir därför den krävande kroppen och anden blir fruktansvärt komprimerad. 

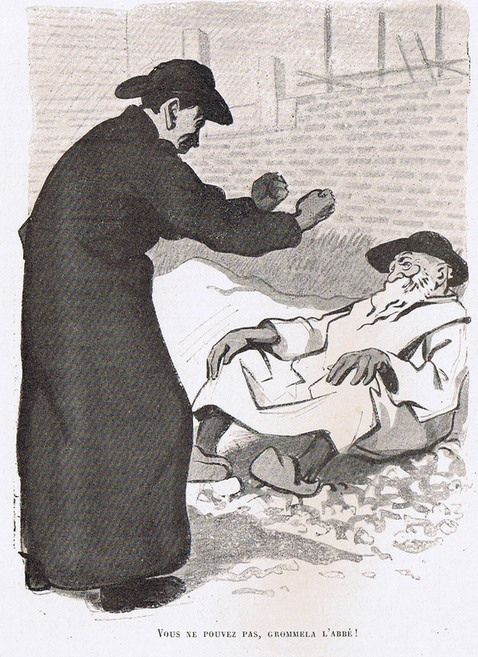
Hermann-Paul, Pastor Jules, 1904

Resultatet är en postum skämt av Fader Jules: läsningen av hans vilja, genom vilken han testamenterade all sin egendom i den första prästen i stiftet som klä av sig
Octave Mirbeaus stora påverkan är Dostojevskij, som i Idioten, avslöjade det omedvetnas roll.